# Anne Cattelin
Anne Cattelin (ur. 9 stycznia 1972) – francuska narciarka, specjalistka narciarstwa dowolnego. Nigdy nie startowała na mistrzostwach świata ani na igrzyskach olimpijskich. Najlepsze wyniki w Pucharze Świata osiągnęła w sezonie 1994/1995, kiedy to zajęła 21. miejsce w klasyfikacji generalnej, a w klasyfikacji jazdy po muldach była siódma.
W 1996 r. zakończyła karierę.

## Sukcesy

### Puchar Świata

#### Miejsca w klasyfikacji generalnej
- 1993/1994 – 37.
- 1994/1995 – 21.
- 1995/1996 – 36.

#### Miejsca na podium
1. Oberjoch – 3 lutego 1995 (jazda po muldach) – 2. miejsce
2. Hasliberg – 8 lutego 1995 (jazda po muldach) – 2. miejsce
3. Hasliberg – 8 lutego 1995 (jazda po muldach) – 2. miejsce
4. La Plagne – 16 grudnia 1995 (jazda po muldach) – 3. miejsce

- W sumie 3 drugie i 1 trzecie miejsce.